# Ресурсная сеть языкового многообразия
Сеть ресурсов для языкового разнообразия (англ. Resource Network for Linguistic Diversity, RNLD) — международная некоммерческая организация, созданная для обеспечения сохранности языков аборигенов Австралии. Основана в 2004 году австралийскими лингвистами Маргарет Флори и Николасом Тибергером как ресурсная организация, целью которой является поддержка языкового разнообразия путём использования ряда образовательных программ, облегчения взаимодействия между специалистами по поддержанию языка и поддержки веб-сайта с различными ресурсами. RNLD зарегистрирована в штате Виктория, Австралия, как организация, не облагаемая налогами. Деятельность RNLD в основном поддерживается грантовыми программами поддержки коренных языков (ILS) правительства Австралии.

## Миссия
Ресурсная сеть по лингвистическому разнообразию так определяет свою миссию:

Внести позитивный вклад в жизнеспособность, здоровье, благополучие и культурную самобытность общин аборигенов Торресова пролива и Австралии за счет обеспечения устойчивости языков коренных народов.

## Ресурсы
RNLD предоставляет ряд ресурсов для поддержки языковой документации и проведения мероприятий, включая информацию о национальных и международных источниках финансирования лингвистических исследований, ссылки на блоги и сети, список рассылки RNLD и другие ресурсы для ведения языковой документации и проведения мероприятий, такие как информация о программном обеспечении, управлении данными, оборудовании, языковых материалах, языковых центрах, учебных программах и проектах.